# 燕南天
燕南天，古龍筆下人物，小說《絕代雙驕》裹的主角小魚兒父親江楓的拜把兄弟，江湖中稱「天下第一神劍」。描寫中他能叫人在十里之外感到他的劍風，也能在人面前削光他的頭髮而那個人絕不察覺。重情重義，心地善良。身材高大，臂長及膝，一把鏽劍用草繩胡亂綁在背後，平常打扮像個窮丐一樣。

## 生平
燕南天義弟江楓被移花宮宮主逼死後，燕南天欲為之報仇，怒而殺掉幾個十二星相的人。但卻被獻果神君騙到惡人谷尋找江琴。燕南天入谷後即被惡人用計打成重傷，而嬰孩則落入十大惡人手中。幸而神醫萬春流以試藥為由救下燕南天，嬰兒則被一心要培養天下最大惡人的十大惡人撫養。雖然他一身武功被廢，但是這反而使他久練不成的嫁衣神功得以突破最後一大難關，數年後甦醒，亦因而邁入天下第一之境界。

## 演員

### 連續劇
- 吳桓：台灣版《絕代雙驕》（1978年）
- 王戎：香港版《絕代雙驕》（1979年）
- 古铮：《新絕代雙驕》（1986年）
- 岳華：香港版《絕代雙驕》（1988年）
- 林瑞陽：台灣版《絕代雙驕》（1999年）
- 吳慶哲：《小魚兒與花無缺》（2005年）
- 鄭斌輝：《絕代雙驕》(2020年)

### 電影
- 苗僑偉：《正宗絕代雙驕》（1992年）